# Abd
Abd albo `Abd – w islamskich imionach arabskich oznacza sługę. Występuje zawsze w połączeniu z jednym z 99 imion Boga.
Np.: Abdallah – Sługa Allaha, Abd al-Aziz – Sługa Wszechmocnego, … .
„Abd” używane było w imionach również w czasach przedislamskich jak np. w imieniu prapradziada Mahometa Abd Manaf.